# Acioa schultesii
Acioa schultesii är en tvåhjärtbladig växtart som beskrevs av Bassett Maguire. Acioa schultesii ingår i släktet Acioa och familjen Chrysobalanaceae. Inga underarter finns listade i Catalogue of Life.